# In Trance

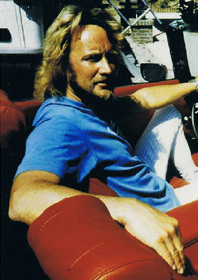
Dieter Dierks, que va produir el primer d'un total de vuit àlbums d'estudi de Scorpions començant amb aquest àlbum.

In Trance és el tercer àlbum d'estudi del grup de Heavy Metal alemany Scorpions, produït per Dieter Dierks.
La versió original de la caràtula del disc clarament mostrava un dels pits de la model, el que va causar una gran controvèrsia, per això es va optar per posar-hi ombra en aquest detall perquè no fos visible en les següents versions del disc. Aquesta va ser la primera de les moltes caràtules d'àlbums de Scorpions que van ser censurades.

## Llista de cançons
1. "Dark Lady" – 3:25 (U. Roth)
2. "In Trance" – 4:42 (R. Schenker/K. Meine)
3. "Life's Like a River" – 3:50 (U. Roth/R. Schenker/C. Fortmann)
4. "Top of the Bill" – 3:22 (R. Schenker/K. Meine)
5. "Living & Dying" – 3:18 (R. Schenker/K. Meine)
6. "Robot Man" – 2:42 (R. Schenker/K. Meine)
7. "Evening Wind" – 5:02 (U. Roth)
8. "Sun in My Hand" – 4:20 (U. Roth)
9. "Longing for Fire" – 2:42 (R. Schenker/U. Roth)
10. "Night Lights" – 3:14 (U. Roth)

## Personal
- Klaus Meine - Cantant
- Uli Jon Roth - Guitarra
- Rudolf Schenker - Guitarra
- Francis Buchholz - Baix
- Rudy Lenners - Bateria

## Convidat
- Achim Kirschning - teclat